# بصمة أرضية
البصمة الأرضية هي الكمية الفعلية من الأرض، في أي مكان من العالم، اللازمة لإنتاج منتج معين أو المستخدمة من قبل منظمة أو دولة.

## النشأة
تعد بصمة الأرض مؤشرًا قائمًا على الاستهلاك، أي أنه ينظر إلى الموارد اللازمة لإنتاج منتج نهائي، أو لاستخدامها من قبل منظمة أو دولة، أينما كان موقعها. وهذا يتعارض مع المؤشرات القائمة على الإنتاج، والتي تنظر فقط إلى استخدام الموارد داخل الدولة، فعلى سبيل المثال، قد تحتاج الأبقار إلى أراضٍ للرعي في بلد معين، وفي نفس الوقت تُغذى بالعلف المزروع على أرض بلد آخر. يٌناقش هذا النهج المتعلق بالإنتاج مقابل الاستهلاك بشكل واسع في مجال محاسبة انبعاثات الغازات الدفيئة، حيث تعتبر البصمة الكربونية هي المؤشر القائم على الاستهلاك.

## المفاهيم ذات الصلة
ترتبط بصمة الأرض ارتباطًا وثيقًا بعدد من المفاهيم الأخرى، بما في ذلك:
- "الأراضي الخفية" (أو الهكتارات الخفية)، وهو مصطلح استخدم لأول مرة في ستينيات القرن الماضي، من قبل جورج بورجستروم في كتابه "الكوكب الجائع: العالم الحديث على حافة المجاعة" عام 1965، وهو يشير إلى المساحة الأرضية الخارجية التي تُستخدم لزراعة العلف للحيوانات داخل البلد.[2]
- "الأرض المدمجة" أو "الأرض الافتراضية"، وهي الأرض المُضمّنة بشكل فعال في المنتج المستورد؛ أي الأرض المستخدمة لإنتاج المنتج (بما في ذلك أي سلسلة توريد، مثل علف الصويا للحوم الأبقار).
- "الأراضي الزراعية العالمية"، كما يُستخدم في تقرير لجنة الموارد الدولية حول استخدام الأراضي العالمية، وهي جزء من إجمالي بصمة الأرض، ولكنها لا تشمل -على سبيل المثال- الأراضي المبنية.[3]
- "التغيير غير المباشر في استخدام الأراضي"، المصطلح مستخدم في النقاش حول الوقود الحيوي، وهو مفهوم ذو صلة لأنه ينظر إلى الأراضي اللازمة لزراعة الوقود الحيوي، ثم ينظر إلى التأثيرات غير المباشرة االتي قد يحدثها هذا الاستخدام للأرض على استخدامات أخرى للأراضي في البلد المعني.

تُقاس البصمة البيئية باستخدام نهج مختلف، ينظر إلى النظام البيولوجي من منظور التجدد الطبيعي. ومن الجانب الطلبي، يقيس التجديد بالنسبة للمساحة المطلوبة لتوفير كمية التجديد.
1. تقارن محاسبة بصمة البيئة الإيكولوجية الطلب (المعبر عنها بالمساحات المطلوبة لتلبية الطلب) مع التجديد (يُسمى القدرة البيولوجية). بالتالي، فإنها تجمع بين الطلبات المختلفة التي تتنافس على القدرة البيولوجية: المساحة المخصصة لإنتاج الموارد البيولوجية (المحاصيل، الألياف، الخشب)، المساحة المخصصة لامتصاص النفايات (الغابات لامتصاص انبعاثات ثاني أكسيد الكربون)، أو المساحة لاستيعاب البنية التحتية الحضرية. على عكس ذلك، تنظر بصمة الأرض فقط إلى الاستخدام المباشر للأرض، ولا تشمل بصمة الكربون.

يتم التعبير عن بصمة البيئة الإيكولوجية والقدرة البيولوجية بالهكتارات العالمية، هيكتارات معادلة لإنتاجية البيئة البيولوجية. بالمقابل، يُعبر عن بصمة الأرض بالهكتارات.

## البحوث
أعدت لجنة الموارد الدولية تقريرًا مفصلاً حول الأراضي بعنوان "تقييم استخدام الأراضي العالمي: تحقيق التوازن بين الاستهلاك والإمدادات المستدامة" ، الذي يضع حدودًا للأراضي الزراعية، ويقترح مساحة الأراضي الزراعية المأمونة بـ 0.2 هكتار للفرد في السنة. وهذا يتناقض مع استخدام الاتحاد الأوروبي الحالي للأراضي الزراعية الذي يبلغ حوالي 0.31 هكتار للفرد في السنة.
نُشرت دراسة أكثر تفصيلاً عن بصمة الأرض في أوروبا (بما في ذلك الغابات) وكيفية تداولها عالمياً، الدراسة مقدمة من قِبل معهد أبحاث أوروبا المستدامة (SERI) في عام 2011. ويتوفر ملخص لهذه الدراسة من أصدقاء الأرض في أوروبا.
قامت دراسة عن توازن الأراضي في ألمانيا  بنمذجة تأثير التغييرات في النظام الغذائي واستهلاك المنبهات (مثل القهوة، النبيذ، إلخ) على توازن الأراضي في ألمانيا. ووجدت أن الانتقال إلى نظام غذائي صحي، وتقليل كمية اللحوم والمنبهات، يمكن أن يؤدي إلى عدم وجود واردات صافية من الأراضي، بينما سيؤدي الانتقال إلى نظام غذائي نباتي أو نباتي تام إلى جعل ألمانيا مصدرًا صافيًا للأراضي.
درس معهد أبحاث أوروبا المستدامة أيضًا سيناريوهات محتملة لتقليل بصمة الأراضي في أوروبا، بما في ذلك التغييرات في النظام الغذائي.

## في السياسة
تدعو خطة العمل البيئية السابعة للاتحاد الأوروبي  لفحص بصمات الأرض وغيرها:
"تحديد إطار عمل لتحسين جوانب كفاءة الموارد بعيدًا عن انبعاثات الغازات الدفيئة والطاقة، ستُحدد أهداف معينة لتقليل التأثير البيئي لدورة الحياة الشاملة للاستهلاك.. ويجب النظر أيضًا في المؤشرات والأهداف لبصمات الأرض والماء والمواد والكربون ودورها في الفصل الأوروبي."
يتضمن تقرير المبادرة الخاص بالبرلمان الأوروبي حول "كفاءة الموارد: التحرك نحو اقتصاد دائري" ، الذي صُوّتَ عليه في 9 يوليو 2015، فيما يلي نص يدعو إلى اتخاذ إجراءات من اللجنة الأوروبية بشأن بصمات الأرض وغيرها:
"تحث اللجنة على أن تقترح، بحلول نهاية عام 2015، مؤشرًا رئيسيًا ولوحة مؤشرات فرعية حول كفاءة الموارد، بما في ذلك خدمات النظام البيئي؛ وتشير إلى أن استخدام هذه المؤشرات الموحدة يجب أن يكون ملزمًا قانونيًا اعتبارًا من عام 2018، ويجب أن تقيس استهلاك الموارد، بما في ذلك الواردات والصادرات، على مستوى الاتحاد الأوروبي والدول الأعضاء والصناعة وأن تأخذ بعين الاعتبار الدورة الحياتية كاملة للمنتجات والخدمات ويجب أن تستند إلى منهجية البصمة، وتقيس على الأقل استخدام الأراضي والماء والمواد والكربون."
قامت دراسة لمؤشرات بصمة الموارد الأربعة، التي أُجريت لصالح اللجنة الأوروبية ، بفحص البيانات المتاحة لقياس البصمة الأراضية والبصمة الكربونية والبصمة المائية وبصمة المادية على المستوى الاقتصادي. وخلصت هذه الدراسة إلى أن البصمة الأراضية تحتاج إلى تحسين ممنهج، وإن وجود قاعدة بيانات مشتركة دولية ومتعددة الأقاليم للمدخلات والمخرجات من شأنه أن يسهل حساب البصمات الأربعة.
إن منظمة أصدقاء الأرض في أوروبا، بالتعاون مع تحالف أوسع لبصمة الأراضي ، تدعو إلى استخدام بصمة الأراض لقياس استهلاك الموارد، كجزء من مشروع أوسع يقول إن البصمات الأربع - الأراضي والمياه والكربون والمواد (ما يعادل إما RMC أو TMC، راجع محاسبة تدفق المواد) هي وسيلة فعالة لقياس وإدارة استخدام الموارد في أوروبا. ويطالب التحالف الذي يشمل الحركة البطيئة في أوروبا وجمعية حماية الطيور، بتقليل بصمة أوروبا الأرضية.

## اقرأ أيضاً
- تطوير الأراضي